# Kâmil Altan
Kâmil Altan (ur. 1929 w Stambule, zm. 25 lutego 2011 tamże) – turecki piłkarz, grający na pozycji obrońcy.

## Kariera klubowa
Altan rozpoczął karierę w Eyüpsporze. Przed sezonem 1952/1953 trafił do Galatasaray SK. Z klubem tym dwukrotnie został mistrzem Stambułu: w sezonie 1954/55 i 1955/56. W 1958 przeszedł do Taksim SK, gdzie grał do 1960.

## Kariera reprezentacyjna
W amatorskiej reprezentacji Turcji rozegrał 1 mecz – na igrzyskach olimpijskich w 1952 zagrał w przegranym 1:7 meczu z Węgrami.

## Kariera trenerska
Po zakończeniu kariery piłkarskiej, w 1961 pełnił funkcję trenera młodzieżowej drużyny Galatasaray. Później był jeszcze członkiem rady nadzorczej tego klubu, a także pełnił funkcję dyrektora technicznego Tophane Tayfunspor.

## Śmierć i pogrzeb
Altan zmarł 25 lutego 2011. Pogrzeb odbył się dwa dni później w meczecie Teşvikiye w Stambule.